# Cigeľ
Cigeľ (allemand : Ziegel, hongrois : Cégely) est un village de Slovaquie situé dans la région de Trenčín.

## Histoire
La première mention écrite du village date de 1362.

## Démographie

### Évolution de la population
| Année:               | 1994. | 2004.   | 2014.    | 2024.   |
| -------------------- | ----- | ------- | -------- | ------- |
| Nombre de personnes: | 976   | 1036    | 1254     | 1287    |
| Différence:          |       | +6,14 % | +21,04 % | +2,63 % |

| Année:               | 2023. | 2024.   |
| -------------------- | ----- | ------- |
| Nombre de personnes: | 1280  | 1287    |
| Différence:          |       | +0,54 % |